# Il mare più grande che c'è (I love you man)/Che ora è
Il mare più grande che c'è (I love you man)/Che ora è è un 45 giri di Fiordaliso pubblicato dalla Emi Italiana nel 1991. È il primo 45 giri estratto dall'album Il portico di Dio.

## Il mare più grande che c'è (I love you man)
Il mare più grande che c'è (I love you man) fu composto da Franco Ciani e Fio Zanotti. Partecipò al Festival di Sanremo del 1991 e si classificò 12°. Riscosse un buon successo, raggiungendo il picco massimo della dodicesima posizione dei singoli più venduti. Venne pubblicato in seguito anche in versione in lingua spagnola con il titolo El mar mas grande que hay.

## Che ora è
Che ora è è il brano presente nel lato b del disco, scritto da Fio Zanotti e da Franco Ciani; è stato inserito anch'esso nell'album Il portico di Dio.

## Tracce
1. Il mare più grande che c'è (I love you man) - 4:33
2. Che ora è - 4:38